# Geelong Football Club
El Geelong Football Club és un club professional de futbol australià australià de la ciutat de Geelong que disputa l'Australian Football League.
Fundat el 1859, és el segon club més antic de l'AFL per darrere de Melbourne Football Club.

## Palmarès
- Victorian Football Association: 1878, 1879, 1880, 1882, 1883, 1884, 1886
- Australian Football League: 1925, 1931, 1937, 1951, 1952, 1963, 2007, 2009, 2011
- McClelland Trophy: 1952, 1954, 1962, 1963, 1980, 1981, 1992, 2007, 2008